# ドラゴンズクラウン
『ドラゴンズクラウン』（Dragon's Crown）は、ヴァニラウェアによって開発され、アトラスより2013年7月25日に発売されたゲームソフト。PlayStation 3、PlayStation Vitaのマルチプラットフォーム。2018年2月8日には、UIの刷新や4K解像度等に対応したPS4版「ドラゴンズクラウン・プロ」が発売された。

## 概要
ジャンルは多人数参加型2DアクションRPG。オンラインによるパーティープレイの他、PS3では複数コントローラによる同時プレイ、PS Vitaではアドホック通信によるパーティプレイにも対応する。
発表当初はイグニッション・エンターテイメントからのリリースを予定していたが、インデックス（旧法人）が本タイトルのタイトルIPおよび製造・販売権を取得し、同社のアトラスブランドよりリリースされることが2012年4月20日に発表された。
アトラスブランド並びに、本タイトルのタイトルIP、製造・販売権は本作発売直前の2013年6月に旧：インデックスが民事再生手続を申請した事に伴い、2013年11月にセガの子会社である株式会社アトラス（新社、2014年3月まではインデックス）へ譲渡された。タイトルIPおよび製造・販売権はアトラス（新社）とセガホールディングスが共同で保有している。
2018年2月8日にPlayStation 4版『ドラゴンズクラウン・プロ』が発売された。『プロ』は、「より解像度の高い元データへの置き換え」、「新規データで作成し直す」などの対応により4K対応。

### 特徴
プレイヤーはファイターやソーサレス、ドワーフといった冒険者となり、語り部（ゲームマスター）に導かれて魔物の巣食う地下迷宮を冒険し、財宝と世界の謎に挑む。イラスト調の美しい2DグラフィクとテーブルトークRPGを意識した演出が特徴の、ハック・アンド・スラッシュスタイルのアクションRPG。
2000年代はハード性能の進化により3Dアクションが多数発売されるようになったが、1990年代に人気のあったアーケードゲームであるベルトフロア型アクションゲーム（ベルトスクロールアクションゲーム）を2Dのままで進化させたらどうなるかということに挑戦したゲームである。ディレクターを兼任したイラストレーターである神谷盛治は、カプコン在籍時に『ダンジョンズ&ドラゴンズ タワーオブドゥーム』の開発に参加していたことから、これを発展させたゲームを制作したいと長期間構想を練っていた。
ゲームは最大4人までの同時プレイが可能。1人プレイ時はコンピュータが操作するNPC（ノンプレイヤーキャラクター）と共に冒険することができる。RPG的な成長要素により、スキルを覚えたり、武器の変更・強化ができるようにもなる。また、オンラインでの通信プレイにも対応している。通信プレイ後には他のプレイヤーキャラクターが骨として登場し、プレイヤーがその骨を持ち帰って寺院で蘇生させると1人プレイ時にNPCとして冒険に参加させることができるようになる。セーブデータは共通のため、PS3とPS Vitaで同じセーブデータを使用できる。ゲームクリア後には対戦プレイも可能となる。
2013年12月に全世界における出荷数が80万本を突破したと同時に、PlayStation Awards 2013に於いて「Gold Prize」並びに「ユーザーズチョイス賞」を受賞。2018年現在は公称「全世界100万本ヒット」。

## ストーリー
かつて繁栄を極めながらも突然の終焉を迎えた「エリシア文明」の在った地、ハイドランド王国。ひとりの冒険者(主人公)がこの地を訪れ、酒場で知り合った盗賊のロニと、同じく酒場で知り合った冒険者たちと共に迷宮を探検していたある日、主人公の噂を聞きつけた王家から依頼を受ける。そして数々の依頼を進める中でドラゴンを操る魔力を持つと言われる王冠「ドラゴンズクラウン」の噂話を聞く。そして数々の思惑が入り混じる中、ドラゴンズクラウンを中心にさらに物語は進んで行く。

## 登場人物
主人公
プレイヤーが操作する冒険者。ハイドランドを訪れ、数々の迷宮を探検する。
ロニ
ハイドランド各地の迷宮で財宝探しをする盗賊。ハイドランドを訪れたばかりの主人公を一目で気に入って相棒になり、数々の迷宮で扉や宝箱の開錠をする。
ティキ
人間界への好奇心から妖精の森を出てルカインのお世話になっている妖精。とある出来事で主人公を気に入り、冒険に付き合う。好奇心旺盛な性格で食欲旺盛。
ビビアン・ハイドランド
ハイドランド王女。ドラゴンズクラウン調査団を率いたまま行方不明になった父王の身を案じている。数々の迷宮を探検・生還した主人公の噂を聞きつけ、主人公に様々な依頼をする。
サミュエル・ジョセフ
冒険者ギルドを取り仕切るギルド長。ハイドランドを訪れた主人公に依頼を斡旋し、時には色々とアドバイスをする。かつて手練れの戦士として高名であり、ボルガでもその名が知れ渡っている。
ルカイン
ハイドランドで名高い老魔術師。ハイドランドの街にある「ルカインの塔」で日々魔法の研究をしている。
モルガン・リズリー
酒場「竜の天国亭」を営む女魔術師。魔術師として高名で王家の覚えも厚く、王宮魔術師に誘われた事もあり、武具の修理を請け負ったり魔法で生成したアイテムを売ったりしている。
ハイドランドの文献では100年前にモルガンと名乗る少女がルーン魔法で複数のゴーレムを遊び道具として使役した記録がある。
グスタフ卿
ハイドランド宰相。主人公の噂を聞きつけ色々と依頼をするが、どこか裏のある男。
ディーン公爵
ハイドランド国王の弟。国と民を想う心が人一倍あり、国が抱える問題に頭を悩ませている。ビビアンやグスタフ卿と対立している。
カナン神父
ハイドランド内の教会「カナン教会」の神父。慈悲の女神アルテナを信仰し、その信仰心で数々の奇跡を起こす。
ローラン
冒険者ギルドに所属する冒険者。筋骨隆々な体躯を持ち、バーバリアンの村で育てられた事から「バーバリアンの勇士」の異名を持ち、誰とも組まず一人で数々の依頼をこなす。
トムティット
ハイドランドで有名な凄腕の盗賊。旧王都の廃墟を根城にしている。
ウォレス
ルカインとは旧知の仲である大魔術師で、かつて地上に出て世界を支配しようとした巨人族を地下深くに封印し、４０年前にも邪悪な大魔術師リマ・レイを倒した事で救世主として崇められている。魔法研究のために「ウォレスの地下迷宮」を創造し、研究している。
マイキー
ウォレスの弟子で、ネズミの魔術師で人の言葉で話す事ができる。ウォレスの不在の間、地下迷宮の管理を任されていたが、モルネオンの襲撃を受けて困っていた所を冒険者に出会い、研究所を取り戻してくれるよう依頼した。
魔術師になる前は見世物小屋で働いていた事があり、身軽で二本足で立つ事もでき、魔法でホウキに命を与え使役する。

## 舞台
ハイドランドの街
主人公が立ち寄っている街。この街で冒険者たちは様々な準備を整えて迷宮に挑む。
古代神殿の遺跡
古代エリシア文明の神殿跡。最奥部に神話の時代より生き続ける化け物が居るという噂がある。
旧王都の廃墟
かつて北部の帝国ボルガの侵攻によって廃墟となった旧王都。そのため数々の財宝が眠っていると言われ、最奥部の宝物庫はワイバーンやドラゴンの巣になっている。
ウォレスの地下迷宮
大魔術師ウォレスがとある研究のために、魔法によって一夜にして造りだされたと言われている。迷宮自体が巨大な研究所で、侵入者と脱走者を阻むために数々の罠が張り巡らせられている。
ビルバロン地下要塞
ハイドランド軍が人類とドワーフ族と黒エルフとで共同建築した地下要塞。現在はオーク軍の制圧下にある。
死者の城の地下墓所
疫病で亡くなった領主の城跡を改築した地下墓所。数々の亡者が蠢いている。近年城に棲み付いたヴァンパイアが村々の娘を誘拐している。
幽霊船の入り江
海賊の根城がある上、数々の船が消息を絶っている魔の海域として周辺の船乗りたちから恐れられている海域。
忘れられた聖域
神話の時代に人類が神々の世界を目指そうと建造していた巨大な塔と、周辺を囲む様に建築された都市。しかし恐れを知らないその行為に憤慨した神が塔に雷を落とし、都市ごと滅ぼしたとも言われている。
魔法使いの塔
魔術関係の図書館や研究所がある事で、かつて魔法使いたちが憧れ、「叡智の聖域」とさえ言われた塔。しかし昨今モルネオンにより塔は占拠され、「悪魔の塔」と恐れられている。
迷いの森
広大な樹海で、来た道を見失うほど同じような森林がどこまでも続く。森の中には隠者が居ると言われている。かつてはハイドランド王家から拝領したエルフが統治していた美しい樹海だったが、モルネオンが古木などをウッドゴーレムに変えたりして、魔の森へと変貌した。
幻の大地
かつてエリシア文明を滅ぼし、人類をも滅ぼそうとした古のドラゴンを三女神によって隔離・封印したエルシア城砦跡地。「黒いルーンストーン」でのみその場所の扉を開ける事ができると言われる。
混沌の迷宮
様々な迷宮が入り混じった迷宮。下層に行けば行くほど難敵が現れ、最下層には神々により幽閉・封印された魔の王の居る世界と繋がっていると言われている。
闘技場
エルシア文明時の闘技場跡。今でも腕に覚えのある冒険者たち同士が闘う事がある。

## 用語
ハイドランド
冒険の舞台となる王国。かつてエリシア文明の栄えた地でもあり、至る所に当時の遺跡などの迷宮が存在する。エルシア王家の末裔であるハイドランド王家が統治している。近年オーク軍やボルガをはじめとする周辺諸国に領土を少しずつ奪われ、悩んだ国王はドラゴンズクラウンの伝説を信じ調査団を編成し旅立ったが消息不明になり、残ったビビアンたち王家や家臣たちも政策に追われている。
ドラゴンズクラウン
エリシア文明時にドラゴンを意のままに操ろうとした魔術師たちにより創られたと言われる魔法の王冠。
エリシア文明
太古の昔に超魔法により栄えた魔法文明。繁栄と栄華を極めたが、ドラゴンを意のままに操ろうとドラゴンズクラウンを創ろうとし、古のドラゴンの怒りに触れ滅亡したと言われている。
三女神
ハイドランドで敬われている三人の女神で、闘いと慈悲を司るアルテナと、樹木と狩猟を司るジュラと、愛と豊穣を司るベルナスの三人。エリシア文明を滅ぼし、世界をも滅ぼそうとした古のドラゴンたちを、自らの力を9つの宝珠「タリスマン」に宿し、その力と引き換えに幻の大地に封印し世界を救ったと言われている。
古のドラゴン
神々と共に生まれたと言われるドラゴンの王。かつて魔法の力を過信し、ドラゴンズクラウンを創って自分たちを操ろうとしたエリシア文明を滅ぼし、世界をも滅ぼそうとしようとして三女神により幻の大地へ化石にされ封印された。
ルーン魔法
四大元素を操る古代魔法で、精霊や妖精が文字を刻み、その文字に宿る力を用いて、迷宮各所に刻まれたルーン文字にルーン魔法を宿したルーンストーンを合わせる事で数々の奇跡を起こす事ができる。妖精・精霊の力を借りる事で魔法を発動する事ができ、ティキの力を借りて発動できる様になる。特に三女神が幻の大地への門を封印したルーン魔法は、古の大妖精が創ったと言われる「黒いルーンストーン」でないと開かないと言われている。
魔術教団モルネオン
異端黒魔法教団。彼らの黒魔法への探求心は高位悪魔との契約、魔族への転生、大規模な生贄による魔王の召喚術などもはや常人の域を逸脱し、他の黒魔法教団からも危険視されている。最近は教団内でも過激思想派や魔術研究派など幾多の派閥に分裂している。
ボルガ帝国
ハイドランドと敵対する北の軍事国家。ハイドランド王家と同じ血筋のマクネイル公が統治している。現在は停戦中だが虎視眈々とハイドランド制覇を狙っており、近年ハイドランド侵攻しているオーク軍や、モルネオンの暗躍に乗じて挑発を繰り返している。強兵意識が強く、迷いの森に棲むキラーラビットに挑む兵士が多いが逆に返り討ちに遭っており、ボルガ軍は面子を保つためにキラーラビット掃討に躍起になっている。
門(ゲート)
門に転移魔法を施す事により、各設置場所へ瞬時に転移する事が出来る移動機関。ハイドランドにも数カ所門が点在する。

## 登場人物（プレイヤーと敵とボス）

### プレイヤーキャラクター
プレイヤーキャラクターは6種類のクラス・5種類のカラーから選択し、名前・使用言語（日本語／英語）・あいさつメッセージ・キャラ選択メッセージ・復活メッセージ・ダイイングメッセージなどを個別に設定することができる。操作方法は基本的に共通だが、クラスによって大きく異なる特徴的なアクションとなる。
ファイター
声 - 津田健次郎
重厚な鎧に身を包んだ戦士。剣撃で敵を薙ぎ払い、盾で相手の攻撃を防ぐ。
アマゾン
声 - 田中敦子
女性のみの部族「アマゾン」の女戦士。斧槍を縦横無尽に振り回し、たとえ斧槍を手放しても鍛えられた肉体から繰り出される体術で敵を打ち倒す。闘争心が高揚したら戦闘能力が高まる。
ドワーフ
声 - 石塚運昇
屈強の肉体を持つ種族の男性。その生まれ持った肉体で斧を振り回し、岩や敵を持ち上げて投げつける他、肉体を鋼のように硬くして相手の攻撃を防ぐ。
エルフ
声 - 今井麻美
森に住む種族の少女。身軽な身体で意のままに動き回り、天性の弓の才能を以て敵を射ぬき、精霊の力を借りて攻撃する。2匹のリスを飼っている。
ソーサレス
声 - 井上喜久子
女魔法使い。様々な魔法を使い、迷宮で朽ち果てた骸骨に命を吹き込み使役する。
ウィザード
声 - 安元洋貴
魔導師の青年。強力な攻撃魔法を使い、樹に生命を与えてゴーレムにして使役する。

### ボスキャラクター
アークデーモン
魔王の次に位の高い悪魔。モルネオンは忘れられた聖域の頭頂部で召喚しようと企んでいた。
ヴァンパイア
死者の城の地下墓所に棲み付いた吸血鬼の娘達。元々美しい村娘であったが、ヴァンパイアバットに噛まれて吸血鬼化してしまった。夜になると村娘達を誘拐し、吸血して仲間を増やす。
人間の社交界に紛れ込んでは男たちを虜にして暗躍しているとの噂もあり、人間の中には不死への憧れによる吸血鬼信望者が存在し、吸血鬼と癒着し、呪印を施すなどして村や町に手引きする者もいる。
ウォーロック
魔術教団モルネオンの幹部。水晶珠を用いて様々な魔法を使う。
かつて理想と信念に燃え、純粋に魔法の研究を追い求める青年であったが、婚約者とその家族を疫病の元凶だと濡れ衣を着せられ処刑されたことを境にこの世を恨むようになりモルネオンに入団、悪魔へと転生しこの世への復讐を誓うようになった。
ガーゴイルゲート
ビルバロン地下要塞を制圧したオーク軍が城門に設置した鋼鉄の門。ガーゴイルの顔の形を模した分厚い鋼鉄に覆われ、口の部分に火炎放射器を搭載している。
キマイラ
魔術教団モルネオンが錬金術を駆使して創造しようとした大型合成生物。獅子と山羊と蛇の頭を持ち、様々な攻撃をする。
キラーラビット
迷いの森最奥部に生息する肉食性の獰猛なウサギ。一見普通のウサギと変わらぬ容姿をしているが、油断して近づくと鋭牙の生え揃った大きな口を開けて襲いかかる。瞬発性がとても高く、身体を高速回転させることで強力な竜巻を発生させる他、その強靭な顎で相手の頭部をかみ砕くことがあり、どんな屈強の戦士も一撃で死ぬ場合がある。
その昔聖杯調査団を全滅させたことから「聖杯の番兎」とも言われる。ボルガの戦士たちが腕試しにとキラーラビットに挑み、多くの犠牲を出してしまい、ボルガの兵力減退の遠因にもなっている。
クラーケン
幽霊船の入り江周辺に生息する大蛸の化け物。入り江を通る船舶を沈めてきた。
高名な冒険家エリオット・ビッドが発見したことにより存在が世に知れ渡り、伝説の女海賊アンナ・ボニーをはじめとするクラーケン退治に挑戦する冒険家が後を絶たない。
ゲイザー
別の世界から現れた異次元生物。迷いの森の特殊な魔力が別の世界と繋がりそこから訪れたとも言われている。特殊な魔眼を持っており、目を合わせた相手は魔法が一切使えない。
ゴーレム
古代のルーン魔法により動く石像。忘れられた聖域にも数体存在する。
サイクロプス
単眼の巨人。地下の世界に棲み、かつて地上に出て世界を支配しようとした所をウォレスによって隔離・封印されていたが、モルネオンが「巨人族の母」である大地の女神に取り入り新たな生物を生み出させようと、恩を売るためにサイクロプスを開放しようとした。
ドゥームビートル
ウォレスの地下迷宮内の研究所で菌糸の研究をしていた際、ワームが特殊な菌に感染して異常進化し、サナギを経て成虫になった巨大甲虫。爆発的なスピードで成虫になり数が増え続けるので根絶させるのは容易ではない。
ウォレスはさらにサナギの状態のドゥームビートルに特定の魔法をかけてその影響で変異種を生み出すことにより生物の進化の秘密を解明しようともしていた。
ニードルフライ
ドゥームビートルの体内で寄生・羽化する羽虫。ドゥームビートルの口内を出入りし、獲物めがけて飛んで長大な口吻を突き刺して体液を啜る。
ハーピー
女性の顔に鳥の身体をしている獣人。その美貌で男を惑わせ捕食する習性がある。
獰猛で知られるハーピーだが、雛の時から育てることで手なずけられるのではないかと卵を奪取しようとする命知らずもおり、例え卵から雛が孵ったとしても、油断して雛に捕食されるという被害報告も後を絶たない。
パイレーツ（集団）
幽霊船の入り江を縄張りにしている海賊団。魔神・ジミーを封印している「魔法のランプ」を所持している。
魔神・ジミー
魔法のランプに封印されている魔神。封印を解いた者の手助けを3回行い、数々の魔法を使う。
ミノタウロス
牛の頭を持つ巨大な獣人。オーク軍は信奉する邪神の使徒としてビルバロン地下要塞付近に棲み付いたミノタウロスを崇めていたが、あまりにも凶暴すぎたため要塞内地下に幽閉していた。
メデューサ
古代神殿の遺跡に古くから棲んでいると言われている、蛇の髪と脚を持つ化け物。蛇の頭から無数の蛇を生み出し、その魔眼と眼を合わせた相手は石になる。
神話の時代に神殿での逢引を女神アルテナに咎められその姿に変えられた。彼女には二人の姉がおり、彼女の境遇を憐み、同じ姿になったと伝えられている。
レイス
死神。古くから死者の城の地下墓所に舞い降りては死者の魂を刈り取っていく。死んだ魂には美しい天使に見えるが、生者にはローブを纏った骸骨の死神に見える。霊体で不死身の身体を持っているが、女神の力の宿る石像の蝋燭に火を灯すと「幻限の心臓」が現世に具現化し、唯一の弱点となる。
レッドドラゴン
旧王都の廃墟の宝物庫を巣にしている赤竜。最強と謳われ、鉄のように硬い鱗に身を包み、その強靭な体躯から繰り出される攻撃は並の冒険者ならひとたまりも無く、口から発せられる高温のブレスは鉄をも溶かすと言われている。唯一鱗の薄い頭部が弱点。光るものが好きで、宝物庫を訪れる者を盗人だと激怒して猛襲する。
ワイバーン
旧王都の廃墟に生息する飛竜。一夫多妻の習性を持ち、自身の身が危なくなると雌を呼び出す。
エンシェント・ドラゴン
エルシア文明を滅ぼし、世界をも滅ぼそうとしたが三女神により古の大地に封印された「古のドラゴン」。巨大な体躯を持ち、強大な力と、鋼鉄をも溶かす高温の炎を吐き、様々な魔法を使う。
デーモンロード
魔の王「マジノ・グスナ・イドラ・シン」。太古の昔に神々との戦いに敗北し、魔界の奥深くで茨の鎖に拘束・封印されており、常に神々への復讐の呪詛を叫んでいる。混沌の迷宮と空間が繋がっており、最下層に現れると言われている。
ウォレスが自身の魂を切り売りすることで魔力を貸し与える契約をしており、ウォレスはその力を用いてあることをしようとした。

## 漫画版

### エンターブレイン
エンターブレインのWebサイト「ファミ通.com」で、2013年8月から大塚角満・モタ・すめらぎ琥珀によるプレイ日記・プレイ漫画・イラストコラム＆４コマの「君は『ドラゴンズクラウン』を楽しむための3つの巻物を開いた」が連載。
- 2014年3月24日発売（ISBN 978-4-04-729584-1）

### 角川書店
角川書店の漫画雑誌「月刊コンプティーク」で、2013年12月号からyuztanによる漫画版の「ドラゴンズクラウン」が連載。
1. 2014年6月10日発売（ISBN 978-4-04-101737-1）
2. 2014年12月8日発売（ISBN 978-4-04-102279-5）

### 公式サイト
公式サイトにて2018年2月より、押切蓮介による、PS4版ドラゴンズクラウン・プロのプロモーション漫画「ゲーム職人、かくあるべし」が前後編で掲載。